# Aïn Tagourait
Aïn Tagourait (în arabă عين تقورايت) este o comună din provincia Tipaza, Algeria.
Populația comunei este de 10.411 locuitori (2008).